# لورا اینگلز وایلدر
لورا اینگلز وایلدر (انگلیسی: Laura Ingalls Wilder; ۷ فوریهٔ ۱۸۶۷ – ۱۰ فوریهٔ ۱۹۵۷) یک نویسنده، آموزگار، و خبرنگار اهل ایالات متحده آمریکا بود. وی به علت نگارش سری کتاب‌های کودکان «خانه کوچک» معروف است.